# Саміт Росія — США (2018)
Саміт Росія — США за участю президентів Володимира Путіна та Дональда Трампа відбувся 16 липня 2018 року у столиці Фінляндії місті Гельсінкі.

## Історія
27 червня 2018 року в Москві відбулася зустріч радника президента США з національної безпеки Джона Болтона і президента Росії Володимира Путіна, на якій була досягнута домовленість про проведення саміту між президентами двох держав. Мова в ході зустрічі буде йти про відносини США і Росії, в тому числі і про питання національної безпеки. Основними темами зустрічі у Вашингтоні наголосили питання щодо України, Сирії, контроль над озброєнням, втручання РФ у вибори в США та припинення американських військових навчань в балтійському регіоні.

## Міжнародна реакція
Голова комітету Сенату США з міжнародних відносин сенатор Боб Коркер закликав Президента США Дональда Трампа підняти на саміті в Гельсінкі питання про агресію Росії супроти України.

## Офіційна позиція України
Про позицію України щодо саміту в Гельсінкі висловився Президент України Петро Порошенко.

## Перебіг подій
- 15 липня Президент США прибув у Гельсінкі.[5]
- 16 липня у Гельсінкі прибув Президент Росії.[6]
- Зустріч президентів віч-на віч тривала дві години, замість запланованих 90 хвилин. Розглянуто широкий спектр найактуальніших міжнародних проблем[7].

## Підсумки
Підсумки саміту були підведені на спільній прес-конференції президентів.
Окрім інших важливих питань була окреслена проблематика України.
Хоча і Трамп, і Путін залишилися задоволеними зустріччю, проте вже наступного дня, 17 липня, у сенаті США закликали до посилення санкцій проти Росії, причому навіть представники партії Трампа.

## Фотогалерея саміту

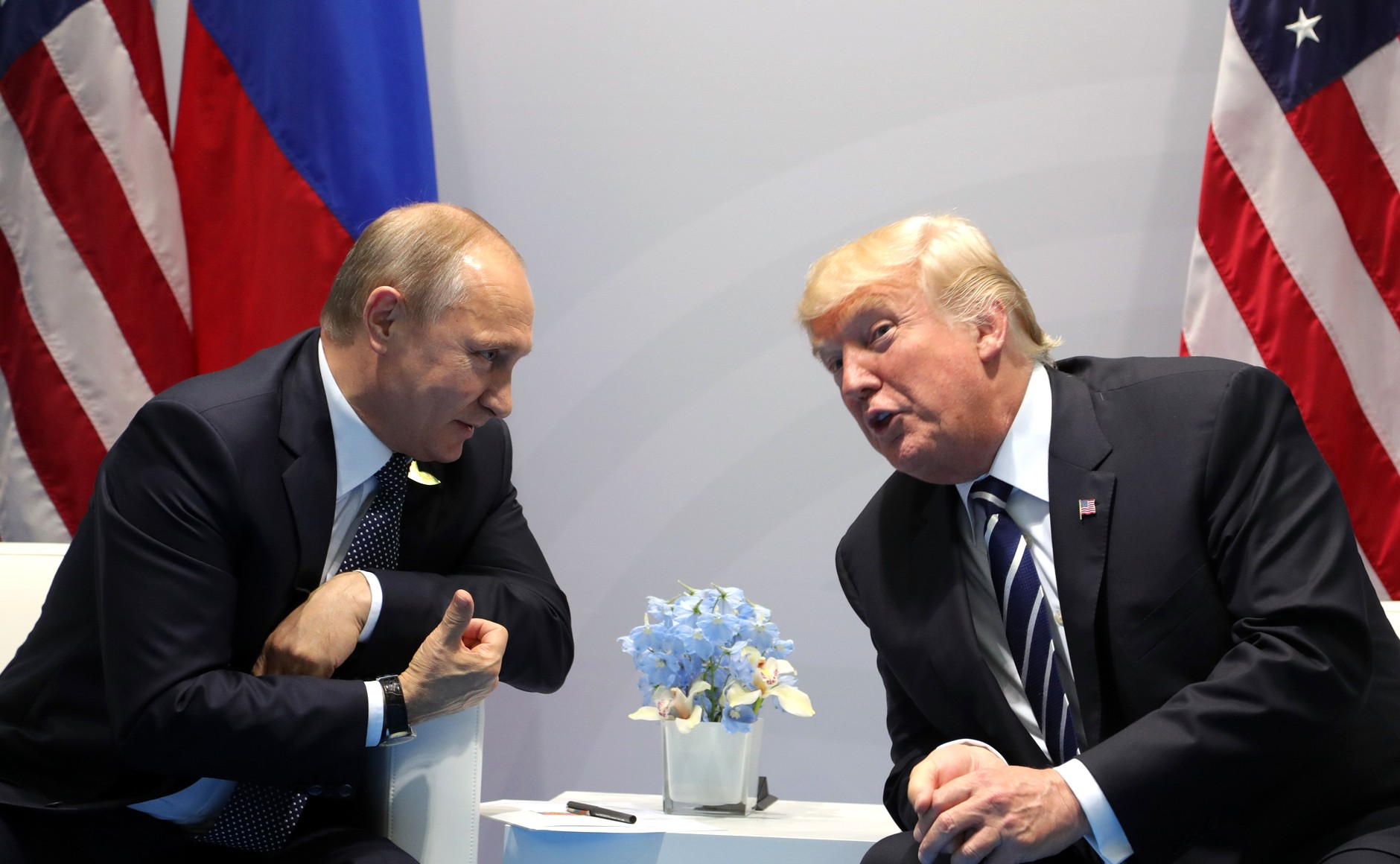
Зустріч президентів на саміті G-20 у Гамбурзі в 2017 році
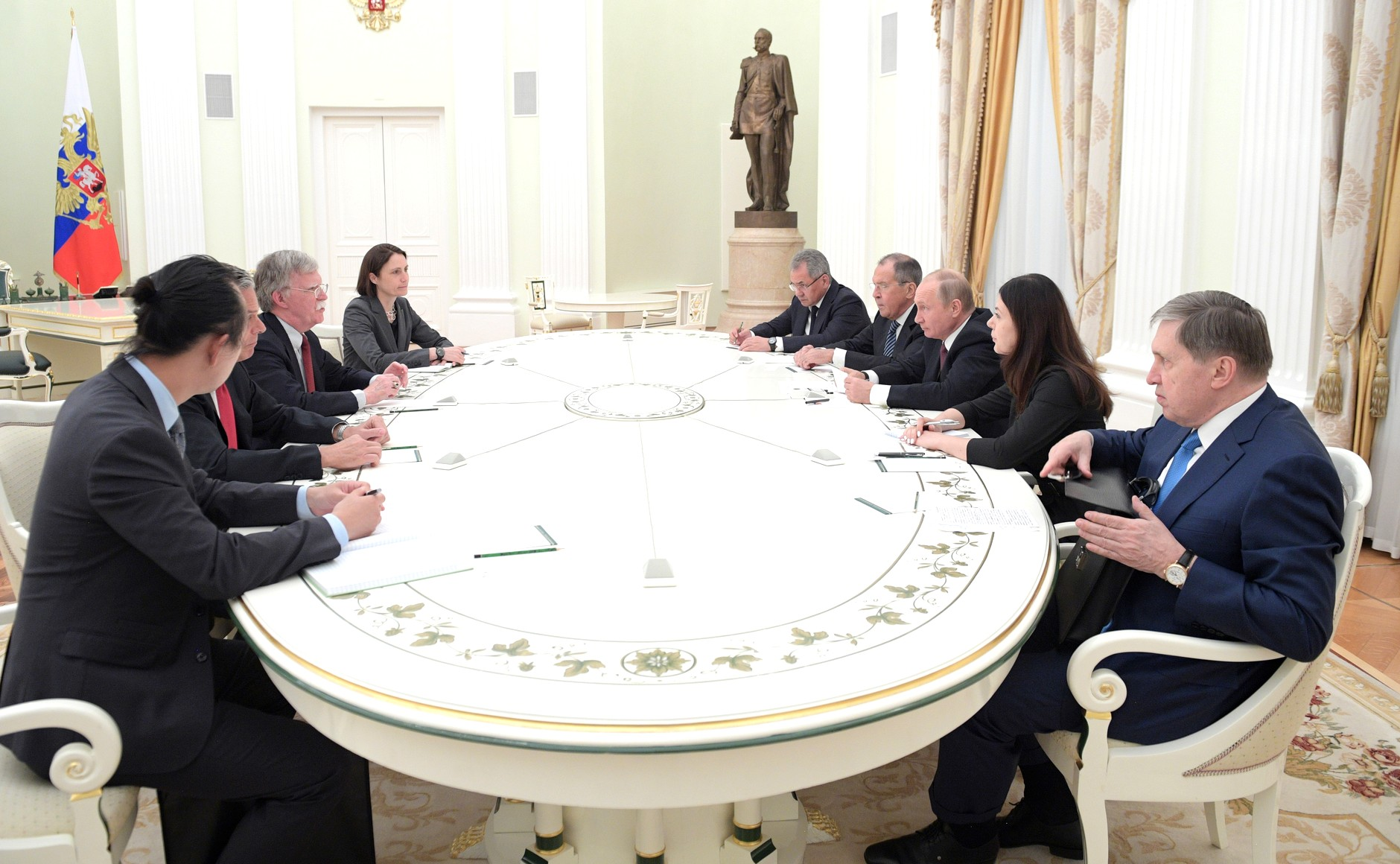
Переговори президента Росії Володимира Путіна і радника президента США Джона Болтона в Москві 27 червня 2018 року
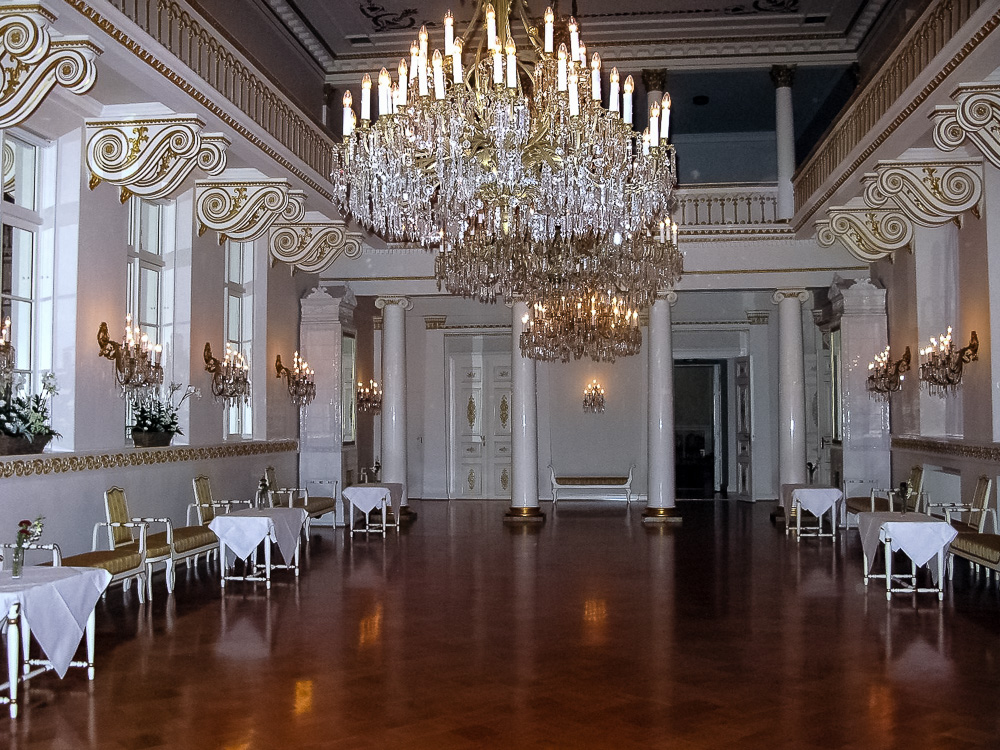
Головний зал Президентського палацу — місця перемовин президентів
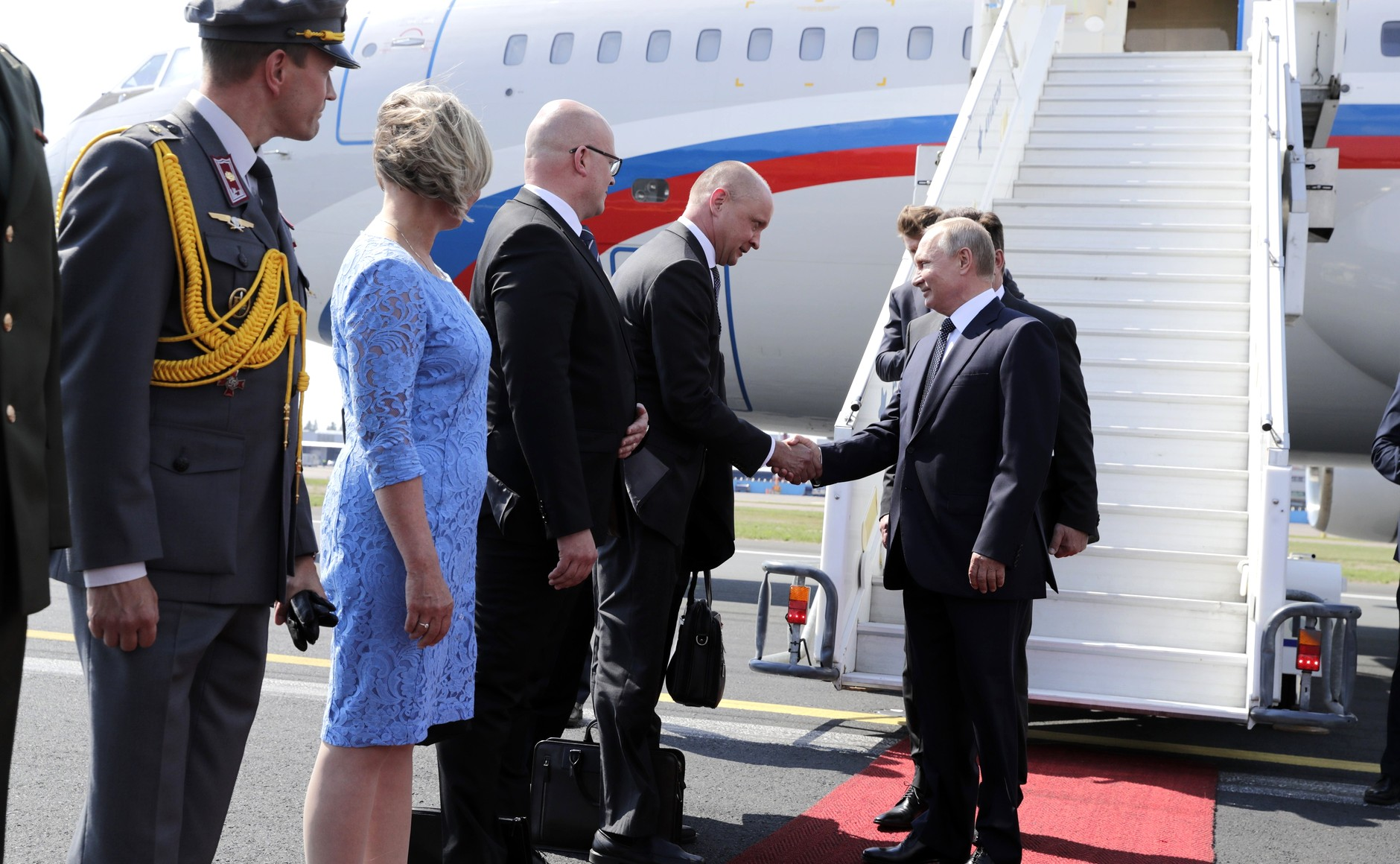
Прибуття Володимира Путіна в Гельсінкі
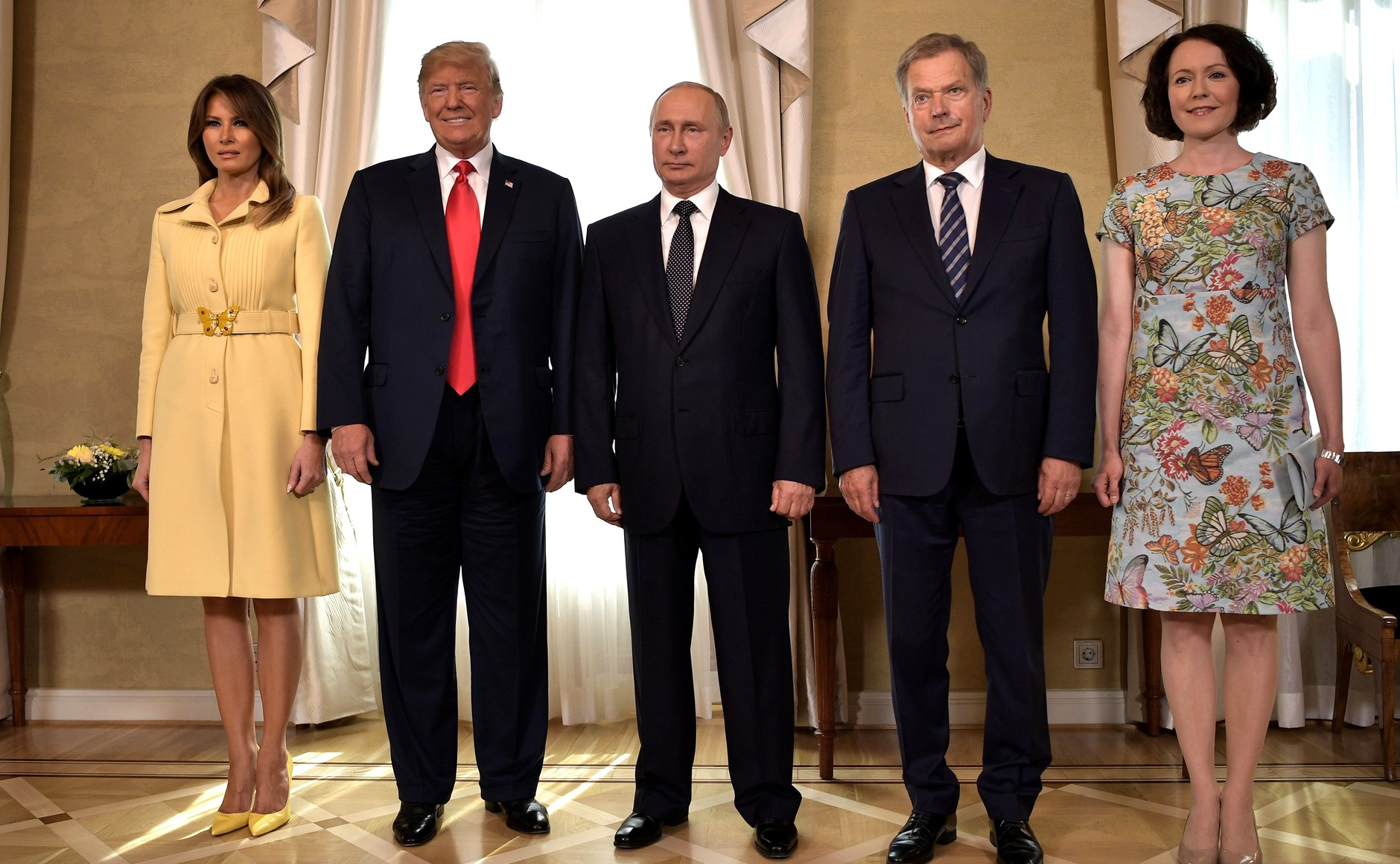
Спільне фото учасників та організаторів саміту
Перемовини Дональда Трампа та Володимира ПутінаПеремовини Дональда Трампа та Володимира Путіна